# Astragalus excedens
Astragalus excedens là một loài thực vật có hoa trong họ Đậu. Loài này được Popov & Kult. miêu tả khoa học đầu tiên.